# 太白柳
太白柳（学名：Salix taipaiensis）是杨柳科柳属的植物，为中国的特有植物。分布于中国大陆的陕西等地，生长于海拔3,100米的地区，常生长在山坡，目前尚未由人工引种栽培。